# Shumen (província)
Shumen ou Šumen (em búlgaro:  Шумен) é um distrito da Bulgária. Sua capital é a cidade de Shumen.

## Municípios
| Nome           | População (censo 2001) |
| -------------- | ---------------------- |
| Venets         | 8 042                  |
| Varbitsa       | 11 249                 |
| Hitrino        | 7 045                  |
| Kaolinovo      | 12 544                 |
| Kaspichan      | 9 808                  |
| Nikola Kozlevo | 7 157                  |
| Novi Pazar     | 19 559                 |
| Veliki Preslav | 16 276                 |
| Smyadovo       | 8 242                  |
| Shumen         | 104 473                |